# Rudolf Gellesch
Rudolf Gellesch (Gelsenkirchen, 1º maggio 1914 – Kassel, 20 agosto 1990) è stato un calciatore tedesco, di ruolo centrocampista.

## Carriera
Con lo Schalke vinse sei volte il campionato tedesco (1934, 1935, 1937, 1939, 1940, 1942) ed una volta la Coppa di Germania (1937).

## Palmarès

### Club

#### Competizioni nazionali
- Campionato tedesco: 6

Schalke 04: 1933-1934, 1934-1935, 1936-1937, 1938-1939, 1939-1940, 1941-1942
- Coppa di Germania: 1

Schalke 04: 1937